# Otok pasa (Angvila)
Dog Island je nenaseljeni mali otok površine 207 ha koji se nalazi otprilike 13 km sjeverozapadno od otoka Anguille. Nizak je i stjenovit, s tri mala zaljeva na zapadnoj i sjevernoj obali. Obalu karakteriziraju niske litice koje se izmjenjuju s pješčanim plažama. Velika jezera nalaze se unutar dvije plaže. Otok pasa nalazi se zapadno od Prickly Pear Caysa.

## Flora i fauna
Središnji dio otoka prekriven je trnovitim šikarom s opuncijom. BirdLife International je otok, sa susjednim obalama, identificirao kao važno ornitološko područje jer je dom velikom broju morskih ptica koje se gnijezde, uglavnom crnoleđih čigri s više od 100 000 zabilježenih parova. Ostale morske ptice koje se gnijezde u manjem broju uključuju crvenokljunog fetona (Phaethon aethereus), veliki brzani, žutokljune blune (Sula dactylatra) i smeđe blune (Sula leucogaster), astečke galebove, smeđokrile čigre (Onychoprion anaethetus) i smeđe čigre (Anous stolidus). Među prisutnim gmazovima su Pholidoscelis plei, Anolis gingivinus, Sphaerodactylus parvus, Sphaerodactylus sputator i skink Mabuya. Ima i divljih koza.

## Vanjske poveznice
|  | Zajednički poslužitelj ima još gradiva o temi Otok pasa (Angvila) |